# Øster Ørsted
Øster Ørsted (dansk) eller Oster-Ohrstedt (tysk) er en landsby og kommune beliggende omtrent 14 kilometer øst for Husum og 18 kilometer vest for Slesvig by i det vestlige Sydslesvig. Administrativt hører kommunen under Nordfrislands kreds i den nordtyske delstat Slesvig-Holsten. Kommunen samarbejder på administrativt plan med andre kommuner i omegnen i Fjolde kommunefællesskab (Amt Viöl). I kirkelig henseende hører Øster Ørsted under Svesing Sogn. Sognet lå i Sønder Gøs Herred (Husum Amt, Sønderjylland), da området tilhørte Danmark indtil 1864.
Byen er beliggende på gesten bestående af sandjord med et lavt humusindhold. Til kommunen hører også Baggeskov (på dansk også Bagskov, på tysk Backensholz), Luk, Øster Ørsted Mark og Øster Ørsted Skov.
Øster Ørsted er første gang nævnt 1438. Stednavnets led Ør- er afledt af oldnordisk ārr i betydning bud og engel eller af oldnordisk arðr (gl.dansk arthær) i betydning plov. På jysk udtales bynavnet Øster Orste. På visse ældre kort er Øster Ørsted og Vester Ørsted afsat fælles som Ørsted i nærheden af den fælles station Ørsted Banegård (tysk: Ohrstedt-Bahnhof).